# Brasil durante la Primera Guerra Mundial

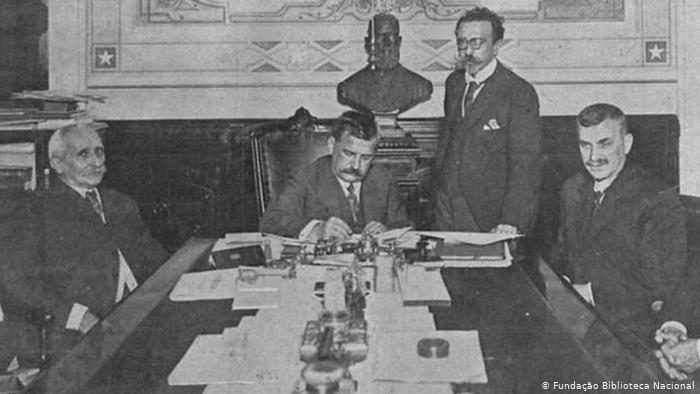
Venceslau Brás, presidente de Brasil, firma la declaración de guerra a las Potencias Centrales el 1 de junio de 1917.

A pesar de las entonces condiciones políticas internas, Brasil entró en la Primera Guerra Mundial en 1917, junto con la Triple Entente, después de la adopción de un principio de neutralidad. La contribución de Brasil fue modesta, poco más que simbólica desde una perspectiva militar. Sin embargo, Brasil fue el único país de América del Sur y Latinoamérica en participar efectivamente en la guerra más allá de una declaración formal de guerra.

## Panorama

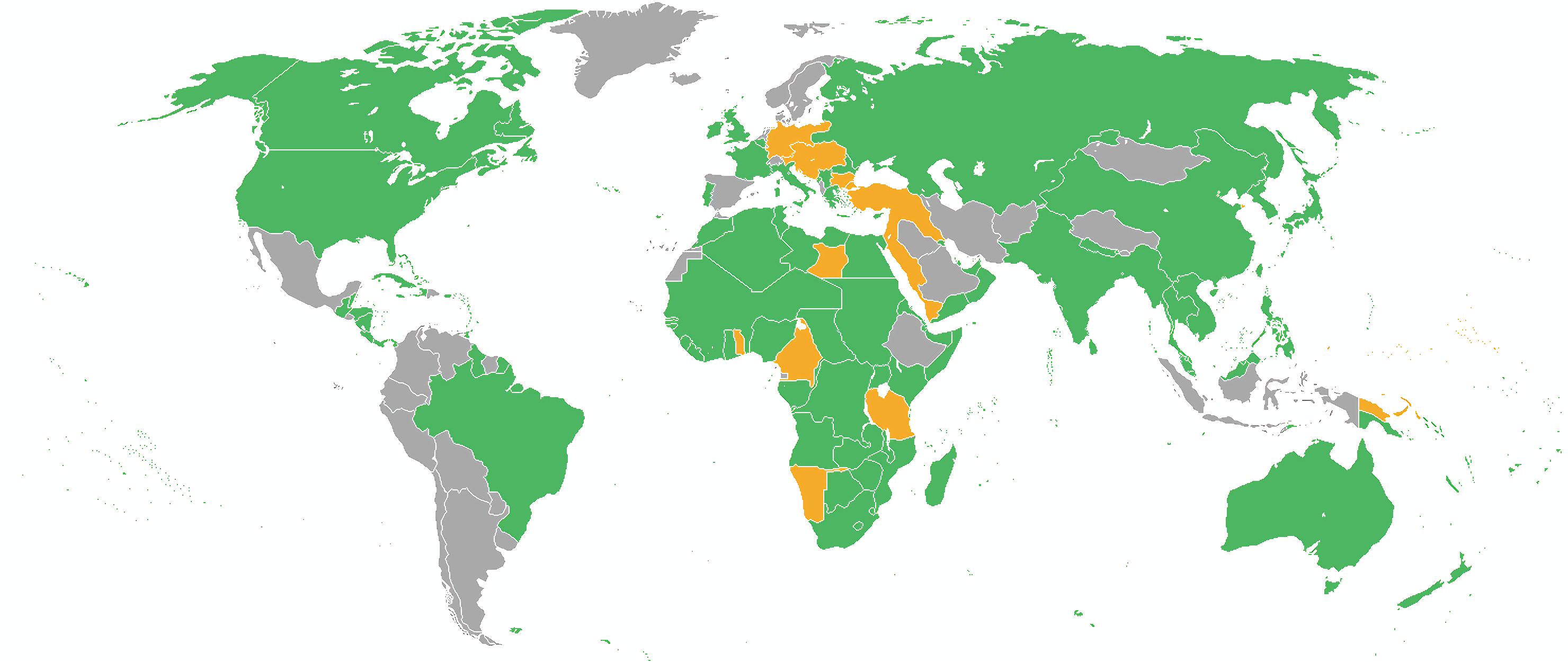
Los participantes en la Primera Guerra Mundial. Aquellos que lucharon junto a los Aliados están en verde, las Potencias centrales en naranja, y los países neutrales en gris.

Brasil declaró oficialmente la neutralidad el 4 de agosto de 1914. A pesar de su posición neutral y la distancia relativa mantenida desde los primeros años de la Primera Guerra Mundial, los devastadores efectos sobre la economía de Brasil y la guerra del submarino alemán U-Boot llevaron al surgimiento del conflicto. En la economía brasileña, los precios del café se desplomaron. Reino Unido no permitió el café en Europa con su política de importación (el espacio ocupado por el café podría ser utilizado para "elementos más esenciales") y el bloqueo de la parte continental.
A pesar de ello, Brasil fue pro-aliado todo este tiempo, a causa de su flota de buques mercantes, de tamaño considerable. Como los alemanes hundieron barcos mercantes de los países aliados, los buques de Brasil se hicieron cargo de sus rutas. Sin embargo, esto llevó a Brasil buques en aguas patrulladas por submarinos. Cuando a esto se sumó la política de Alemania de la guerra submarina sin restricciones, el resultado fue que los buques de Brasil pronto se perdieron, lo que llevó al país a declarar la guerra a las Potencias Centrales.
Brasil revoca su neutralidad en la guerra entre los Estados Unidos y Alemania el 1 de junio de 1917, aunque no declara la guerra. Al mismo tiempo, los brasileños abordaron y secuestraron todos los buques mercantes de los países de las Potencias Centrales internados en los puertos de Brasil, 45 en total. Sin embargo, la mayoría eran por completo inservibles ya sea por negligencia o por sabotaje por parte de sus tripulaciones. El 28 de junio, Brasil revocó la neutralidad entre todos los aliados y todas las potencias centrales. Aunque Brasil no ha declarado la guerra, esta medida permitió a los buques mercantes brasileños viajar en convoyes aliados.
A pesar de que no había declarado la guerra, Brasil envió a su armada para patrullar el Atlántico Sur, en cooperación con las unidades navales francesas, británicas y estadounidenses. Sin embargo, ninguno de los buques de guerra de Brasil tenía capacidad de fuego antisubmarinos y, al no estar en guerra con las potencias centrales, sus barcos no debían someterse a amenazas en las aguas territoriales. Finalmente, después de que los alemanes hundiesen otro barco brasileño (el Macao), Brasil declaró la guerra el 24 de ese mismo mes.

## Las contribuciones de Brasil

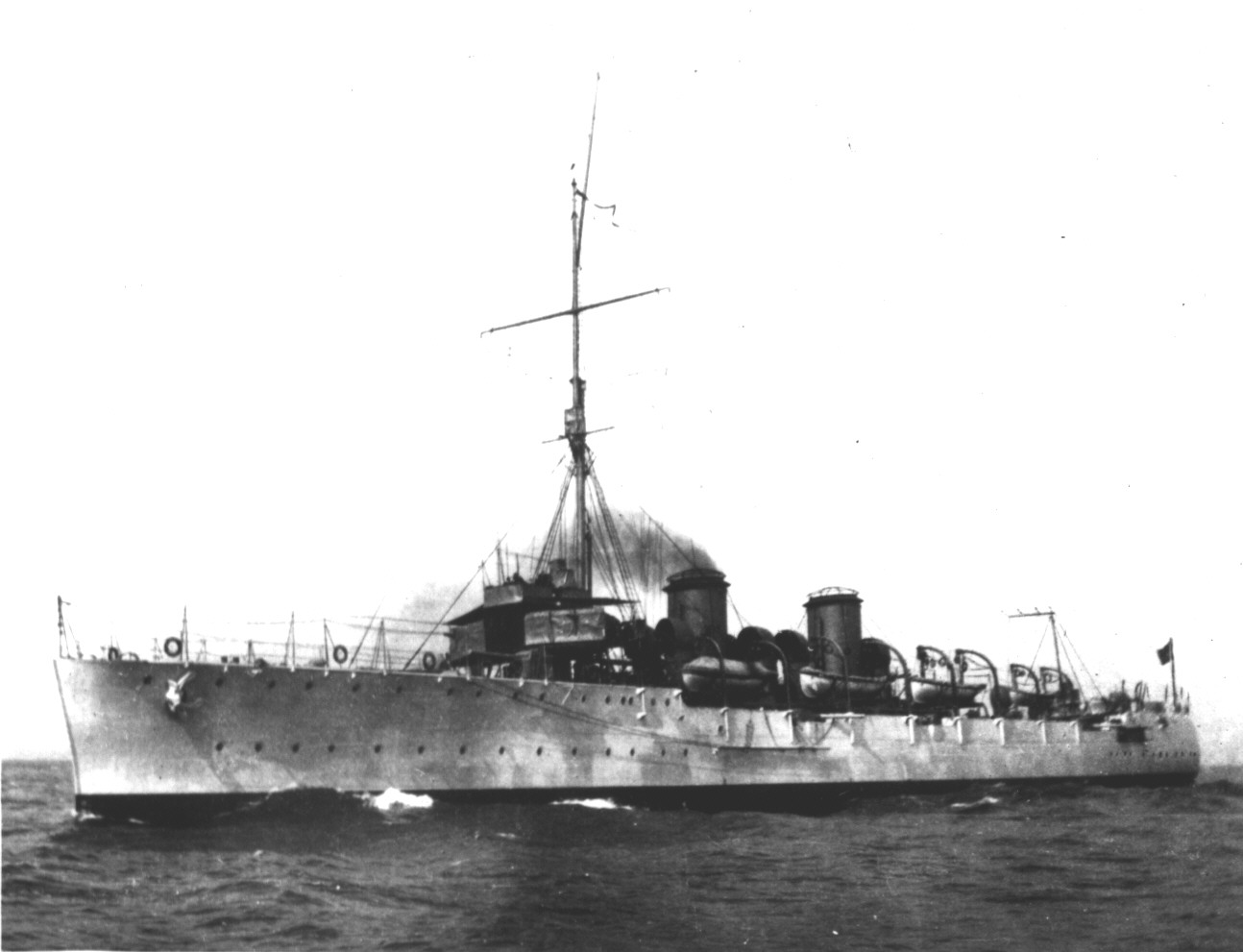
Crucero Bahia

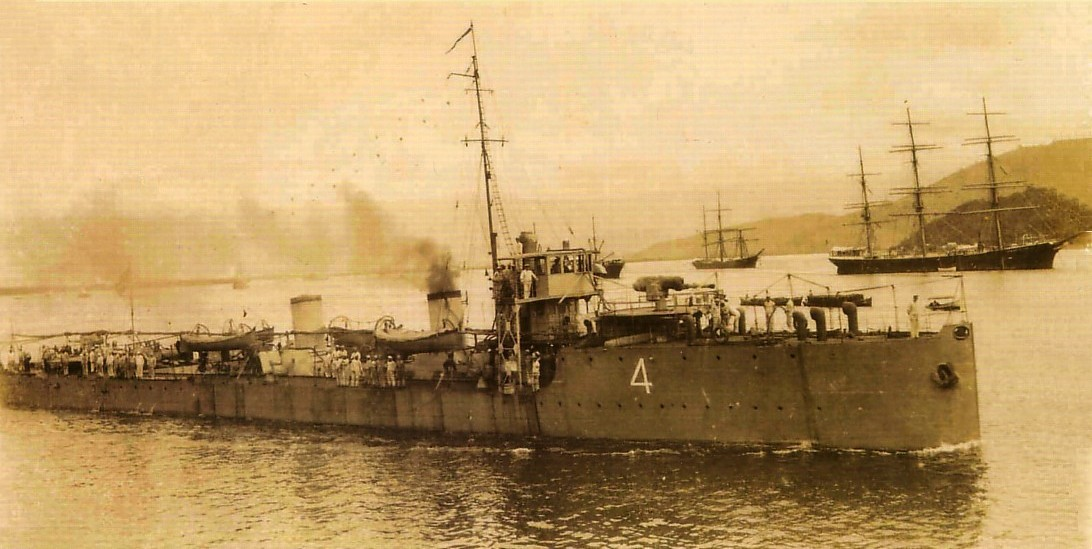
Destructor Rio Grande do Norte

La Marina de Brasil representó la principal contribución brasileña en el conflicto. Brasil creó la “Divisão Naval de Operações de Guerra” o “División Naval de Operaciones de Guerra”, bajo las órdenes del Almirante Pedro Max Fernando Frontin. La División se componía de seis naves de guerra,: los cruceros Rio Grande do Sul y Bahia, y los destructores de torpederos Parahyba, Santa Catarina, Piahuy y Rio Grande do Norte. Un buque auxiliar, el Belmonte, apoyó la operación. La división naval estaba encargada de patrullar el Atlántico en un sector triangular entre Dakar, la isla de São Vicente, Cabo Verde y el Estrecho de Gibraltar.
Aunque Brasil contaba con pocas naves de guerra, la mayor parte de ellas adquiridas durante el programa de 1904 (como dos dreadnoughts, el Minas Gerais y el São Paulo, o dos scout cruiser, el Bahia y el Rio Grande do Sul), casi todos los barcos de la flota estaban en malas condiciones, y ninguno de ellos equipado con un moderno sistema de control de tiro ni equipo de detección de submarinos. Con la excepción de tres submarinos y una oferta de submarinos, todos los buques de la marina "fueron dados de baja o declarados irremediablemente obsoletos." Aun así, durante su período de operación, la Marina de Brasil participó con la escolta de 579 buques mercantes con sólo 5 buques perdidos, con menos del 1 % de pérdidas, aunque en cuanto a ataques a buques mercantes en este periodo, los submarinos alemanes tuvieron un desempeño modesto.
El 9 de agosto, la División Naval de Operaciones de Guerra (DNOG) de la Marina de Brasil llegó a Freetown para operar con la Royal Navy bajo el mando del almirante Sheppard. En la noche del 25 de agosto, mientras que los buques brasileños se acercaban al puerto de Dakar, U-Boots alemanes lanzaron un ataque de torpedos. Los torpedos pasaron entre los barcos brasileños sin causar daño, ante lo que estos lanzaron un contraataque exitoso con cargas de profundidad. La Marina Real acreditó a los brasileños la destrucción de un U-boat.
Brasil también contribuyó con otros dos contingentes militares que lucharon junto a los Aliados en el frente occidental. Un grupo de pilotos sirvió junto a la Royal Air Force. Y una fuerza equivalente en tamaño a un regimiento sirvió en el Ejército francés. Un oficial del Ejército brasileño, el teniente João Pessoa Cavalcanti de Albuquerque, sirvió con distinción en el 4 º Regimiento francés de Dragones, una unidad de tanques, recibiendo el ascenso al rango de Capitán por su valentía durante la guerra.

### Lista de barcos brasileños atacados
| Barco  | Submarino | Fecha      | Posición                     | Ataque               |
| ------ | --------- | ---------- | ---------------------------- | -------------------- |
| Paraná | N/I       | 05.04.1917 | Le Havre                     | Torpedeado           |
| Tijuca | N/I       | 20.05.1917 | Costa de Francia             | Torpedeado           |
| Lapa   | N/I       | 26.05.1917 | Costa de Francia             | Cañoneado            |
| DNOG   | N/I       | 25.08.1917 | Travesía de Freetown a Dakar | Ataque de torpedos ¹ |
| Macau  | U-93      | 18.10.1917 | Costa de España              | Torpedeado           |
| Acarí  | U-151     | 02.11.1917 | Is. de Cabo Verde            | Torpedeado           |
| Guaíba | U-151     | 02.11.1917 | Is. de Cabo Verde            | Torpedeado           |

## Misión médica

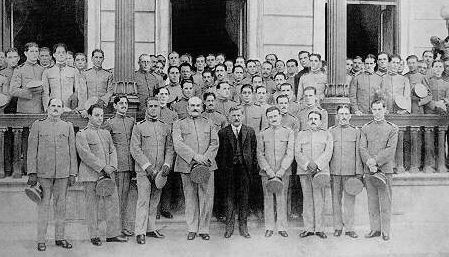
Primera Guerra Mundial, Misión Médica Brasileña.

El 18 de agosto de 1918, Brasil envió una misión médica a Europa bajo el mando del general Napoleão Aché. Sin embargo, la epidemia de gripe española dio de bajo a los miembros de las misiones médico-militares de Frontin y de Nabuco Gouveia, después de que hubieran atracado en Freetown, Sierra Leona, y en Dakar, Senegal, antes de que pudieran participar en apoyo de las operaciones de combate en Francia. El equipo compuesto de 82 miembros de personal médico llegó en septiembre a Marsella y se disolvió en febrero de 1919.

## Fin de la guerra

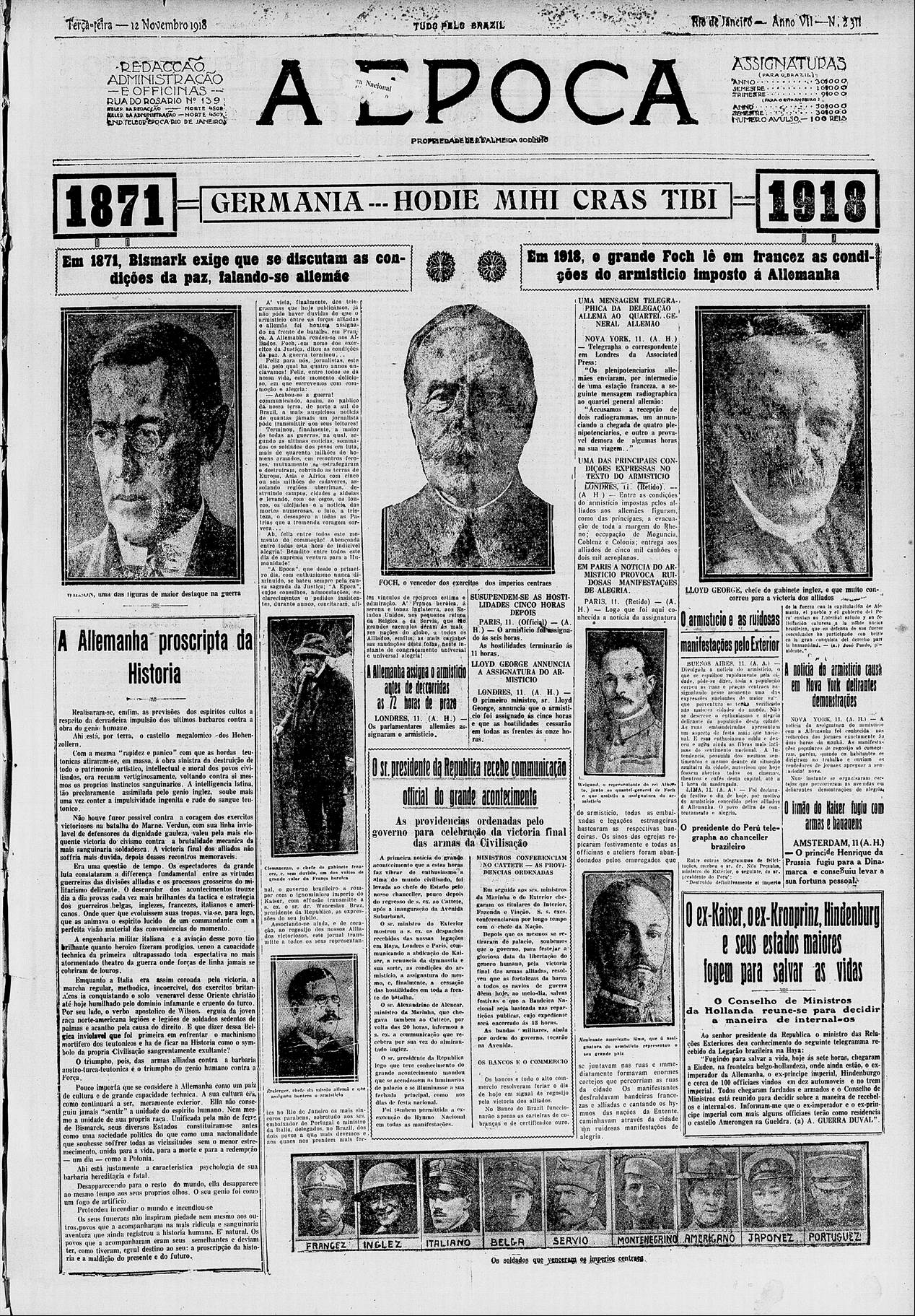
Revista brasileña A Época que destaca el fin de la guerra con la firma del Armisticio de Compiègne el 12 de noviembre de 1918.

Después del fin del conflicto, Brasil disolvió la División de la Marina de Operaciones de Guerra y todas las demás unidades que se había organizado para la guerra.
En retrospectiva, las Fuerzas Armadas de Brasil consideraron su participación en el conflicto como un precursor importante para la participación brasileña en la Segunda Guerra Mundial. Esto permitió a la Armada a modernizar su flota y mejorar su arsenal. Más importante aún, el capitán João Pessoa Cavalcanti de Albuquerque y su experiencia con tanques Renault y Whippet fueron esenciales para el desarrollo de la doctrina militar del Ejército brasileño para el uso de unidades blindadas.